# Parmeliopsis subambigua
Parmeliopsis subambigua är en lavart som beskrevs av Vilmos Kőfaragó-Gyelnik. Parmeliopsis subambigua ingår i släktet Parmeliopsis och familjen Parmeliaceae.   Inga underarter finns listade i Catalogue of Life.